# Kautsjuk-Hovedet
Kautsjuk-Hovedet er en fransk stumfilm fra 1901 af Georges Méliès.